# Майдан-Тал
Майдан-Тал (кирг. Майдан-Тал) — село в Араванском районе Ошской области Кыргызстана. Входит в состав Керме-Тооского айылного аймака.

## География
Село расположено в западной части области, к западу от реки Ак-Буура, на расстоянии приблизительно 60 километров (по прямой) к юго-востоку от села Араван, административного центра района. Абсолютная высота — 2273 метра над уровнем моря.

## Население
Согласно оценочным данным Национального статистического комитета Кыргызской Республики, численность населения села на начало 2023 года составляла 48 человек.
| год     | 2009 | 2014 | 2015 | 2020 | 2021 | 2023 |
| ------- | ---- | ---- | ---- | ---- | ---- | ---- |
| человек | 25   | 24   | 26   | 39   | 41   | 48   |